# Goscombe John
Pour les articles homonymes, voir William John.
Sir William Goscombe John, né le 21 février 1860 à Cardiff et mort le 15 décembre 1952 à Londres, est un sculpteur gallois. Il est membre de la Royal Academy. Il a notamment eu pour élève Herbert Ward.